# Kerk van Ee
De kerk van Ee (ook Sint-Gangulfuskerk) is een monumentale, in de 13e eeuw gebouwde, kerk in Ee in de Nederlandse provincie Friesland. De kerk was oorspronkelijk rooms-katholiek, maar werd na de reformatie hervormd.

## Geschiedenis
De kerk werd gebouwd in de eerste helft van de 13e eeuw. Het is niet helemaal zeker aan wie de kerk gewijd is. Genoemd worden zowel Gangulfus als de abt Jarich als mogelijke beschermheiligen van de kerk.
De kerk is in latere eeuwen verschillende malen gewijzigd. Zo werd in de 16e eeuw de kap van de kerk verhoogd en verdwenen de gewelven. De kerktoren dateert uit 1867. Ook de driehoekige koorafsluiting is in latere jaren aangebracht.
Aan de bovenzijde van zowel de zuid- als de noordmuur bevinden zich rijen consoles. Veel voetjes van deze consoles hebben de vorm van mensengezichten of van dierenkoppen (zie afbeelding). In de kerk bevinden zich drie herenbanken uit de 17e en de 18e eeuw. Naast negen rouwborden bezit de kerk ook een epitaaf van zwart marmer en albast ter nagedachtenis aan de in 1625 overleden Snelger van Meckema. De preekstoel dateert uit de 19e eeuw en het orgel uit de tweede helft van de 20e eeuw.
De kerk is erkend als een rijksmonument. De toren wordt in 2010 gerestaureerd.

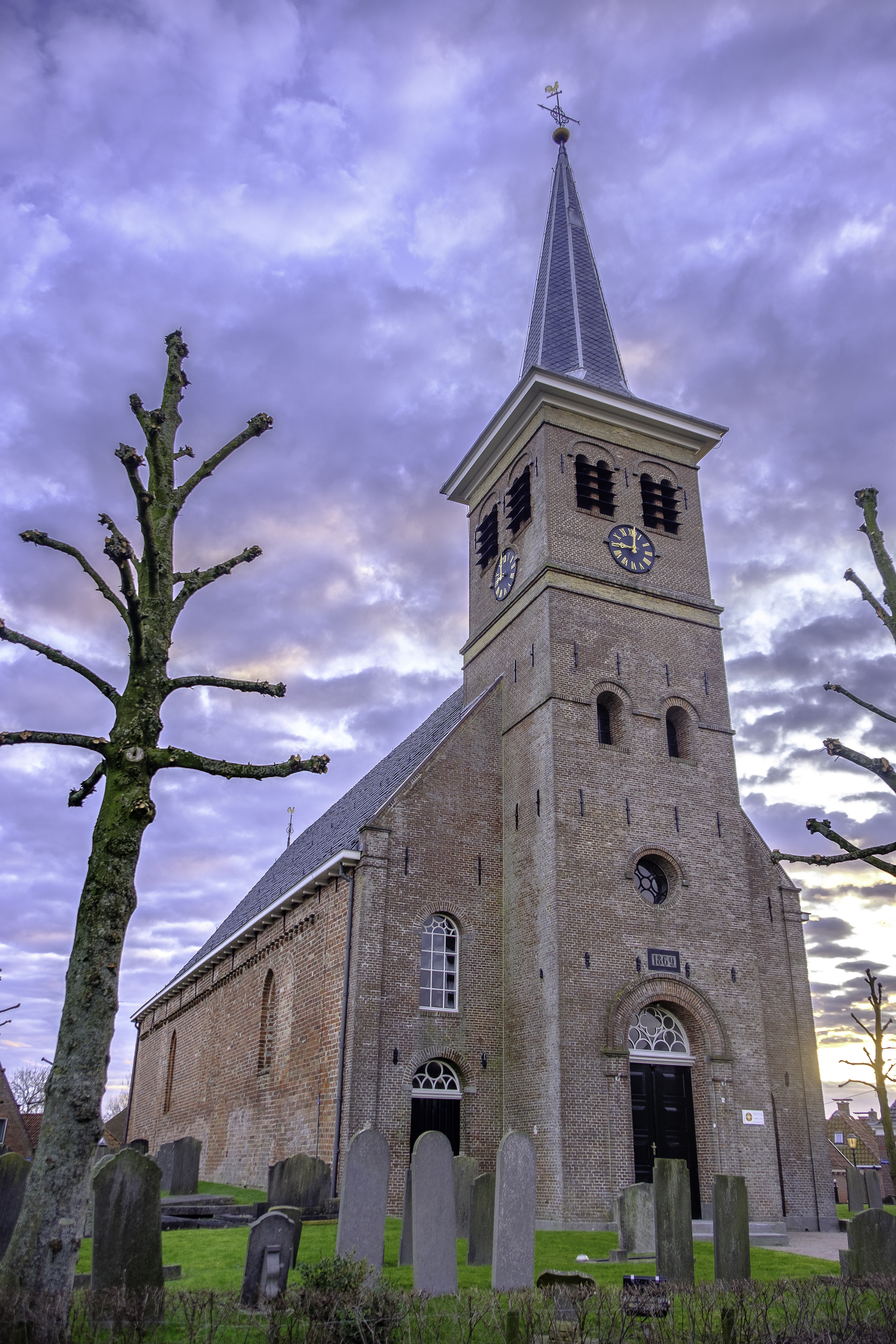
Voorzijde van de kerk
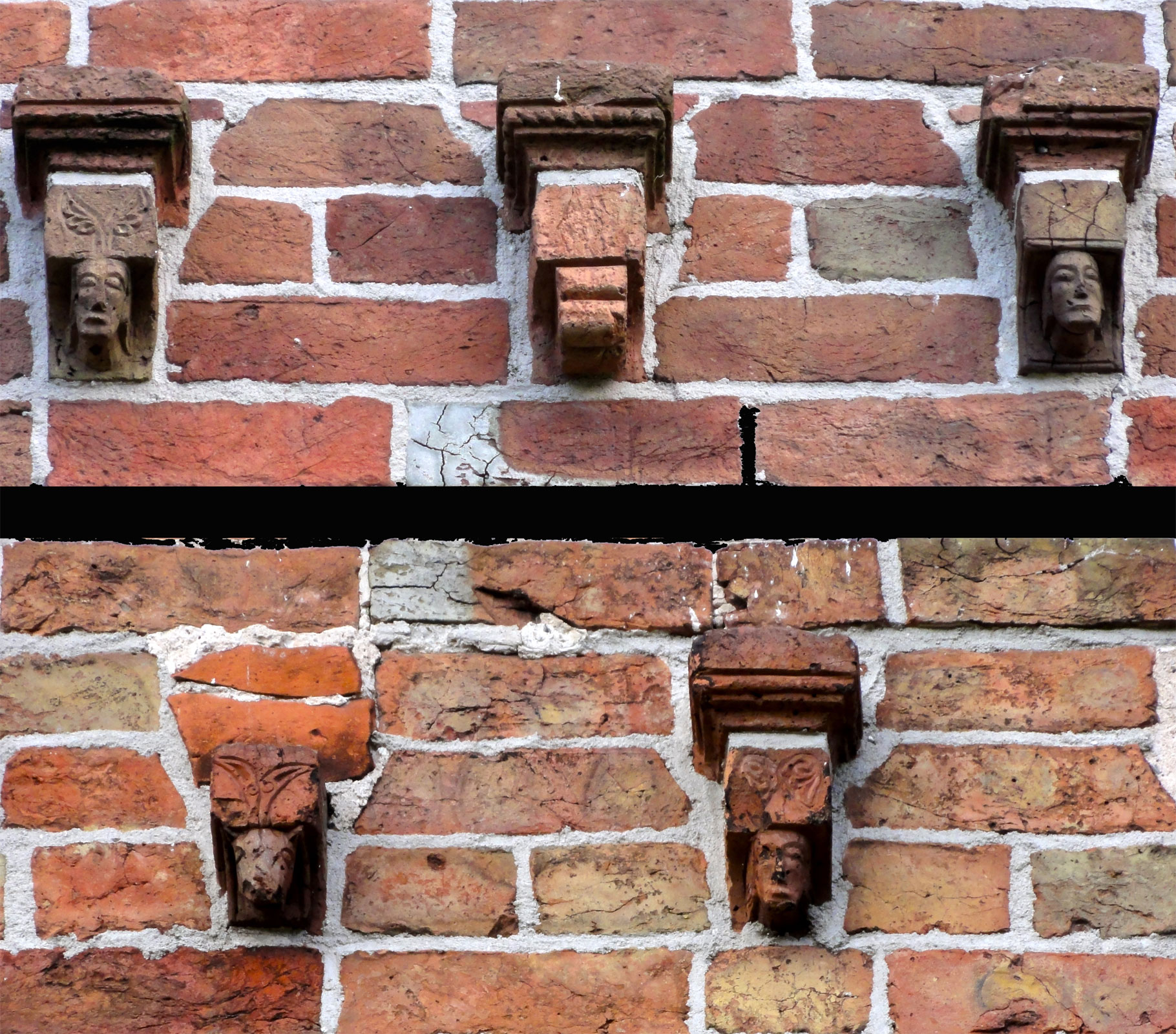
Enkele van de consoles met figuren